# Uniwersytet w Lleidzie
Uniwersytet w Lleidzie (kat. Universitat de Lleida, hiszp. Universidad de Lérida) – publiczna uczelnia w Lleidzie, w Katalonii. Założona jako Estudi General de Lleida w 1300 roku przez Jakuba II Sprawiedliwego, była pierwszą uczelnią zarówno w Katalonii jak i w Królestwie Aragonii.

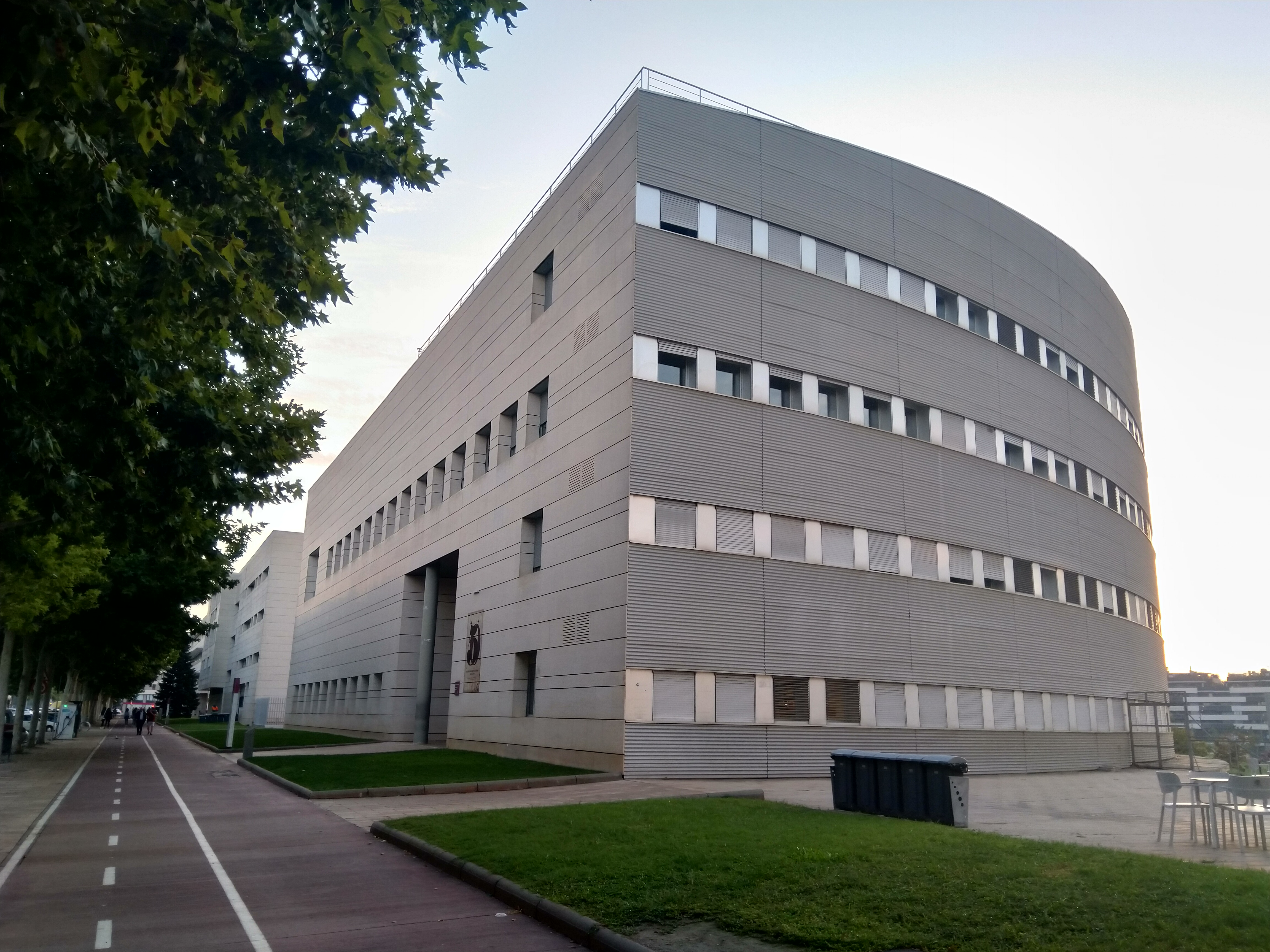
Budynek Wydziału Prawa, Ekonomii i Turystyki

11 maja 1717 roku Estudi General de Lleida zostało zamknięte wraz z innymi katalońskimi uczelniami przez Filipa V Hiszpańskiego na rzecz Uniwersytetu w Cerverze. Uniwersytet w Lleidzie został założony na nowo 12 grudnia 1991 roku uchwałą Parlamentu Katalonii po ponad trzystu latach przerwy w istnieniu.

## Struktura
Uniwersytet w Lleidzie dzieli się na 7 wydziałów i 3 szkoły:
- Wydział Sztuki
- Wydział Prawa, Ekonomii i Turystyki
- Szkołę Politechniczną
- Wydział Edukacji, Psychologii i Pracy Społecznej
- Wydział Medycyny
- Wydział Pielęgniarstwa i Fizjoterapii
- Szkołę Agrokultury, Leśnictwa i Medycyny Weterynaryjnej
- Szkołę Doktorską

## Absolwenci
Do absolwentów uczelni należą:
- Hernando de Arias y Ugarte
- Francisco Desprats
- Józef Kalasanty
- Piotr Roizjusz